# Йошкар-Памаш (Новотор'яльський район)
Йошка́р-Пама́ш (рос. Йошкар-Памаш, марій. Йошкар Памаш) — присілок у складі Новотор'яльського району Марій Ел, Росія. Входить до складу Чуксолинського сільського поселення.
Стара назва — Йошкар-Помаш.

## Населення
Населення — 17 осіб (2010; 22 у 2002).
Національний склад (станом на 2002 рік):
- марійці — 95 %